# Jaskinia na Gołąbcu
Jaskinia na Gołąbcu, Spyrlaczowa Jama lub Nad Jeziorzyskiem – jaskinia w skale Kozierówka (Gołąbiec) w grupie Skałek Piekarskich na lewym brzegu Wisły w miejscowości Piekary pod Krakowem. Pod względem geograficznym znajduje się na Obniżeniu Cholerzyńskim w obrębie makroregionu Bramy Krakowskiej.

## Opis jaskini
Jaskinia zwana jest także Spyrlaczową Jamą lub Nad Jeziorzyskiem. Położona jest na wysokości 213 m n.p.m. w skałach wapiennych na południowej ścianie Kozierówki. Dojście od góry jest dość łatwe. Otwór wejściowy ma szerokość ponad 6 m i wysokość ponad 3 m. Tuż za nim znajduje się jasna, sucha komora. Wychodzi z niej w głąb skały prosty korytarz o długości 23 m, początkowo wysoki, później niższy, o wysokości około 1,5 m. W całej jaskini brak nacieków. Łączna długość jaskini wynosi 32 m.
Jaskinia powstała w pionowym pęknięciu ciosowym w wapieniach skalistych późnej jury (oksford). W jej korytarzu zalega gruz skalny, namulisko zostało wyeksploatowane przez archeologów. Korytarz jest wilgotny, jego początkowa część jest jasna, dalsza ciemna. Na spągu przy otworze wejściowym rosną rośliny kwiatowe, a na ścianach początkowej części korytarza obficie glony i pojedyncze okazy zanokcicy murowej. Obserwowano liczne wije, a głębiej – pająki i komary.

## Historia poznania i eksploracji

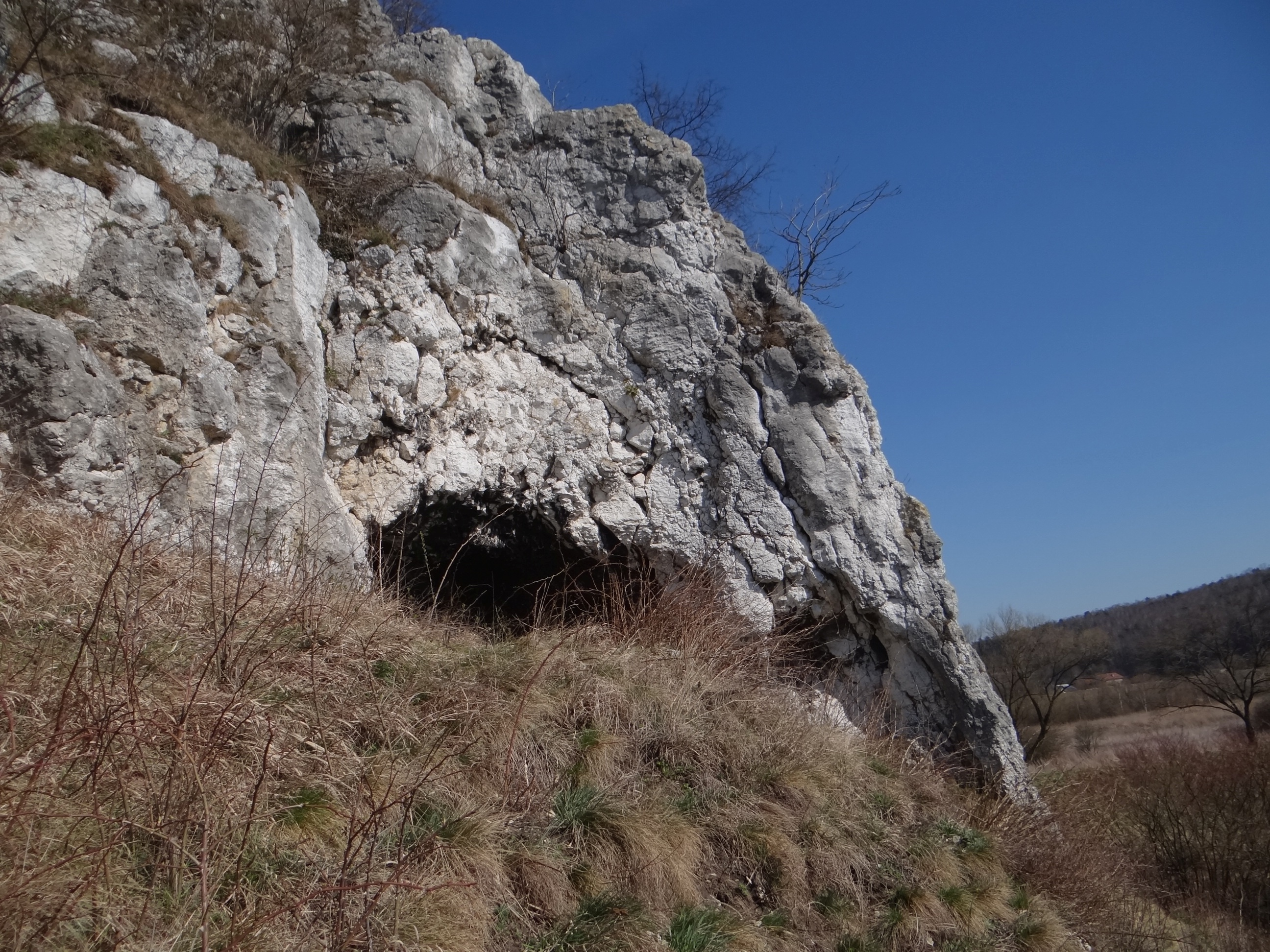
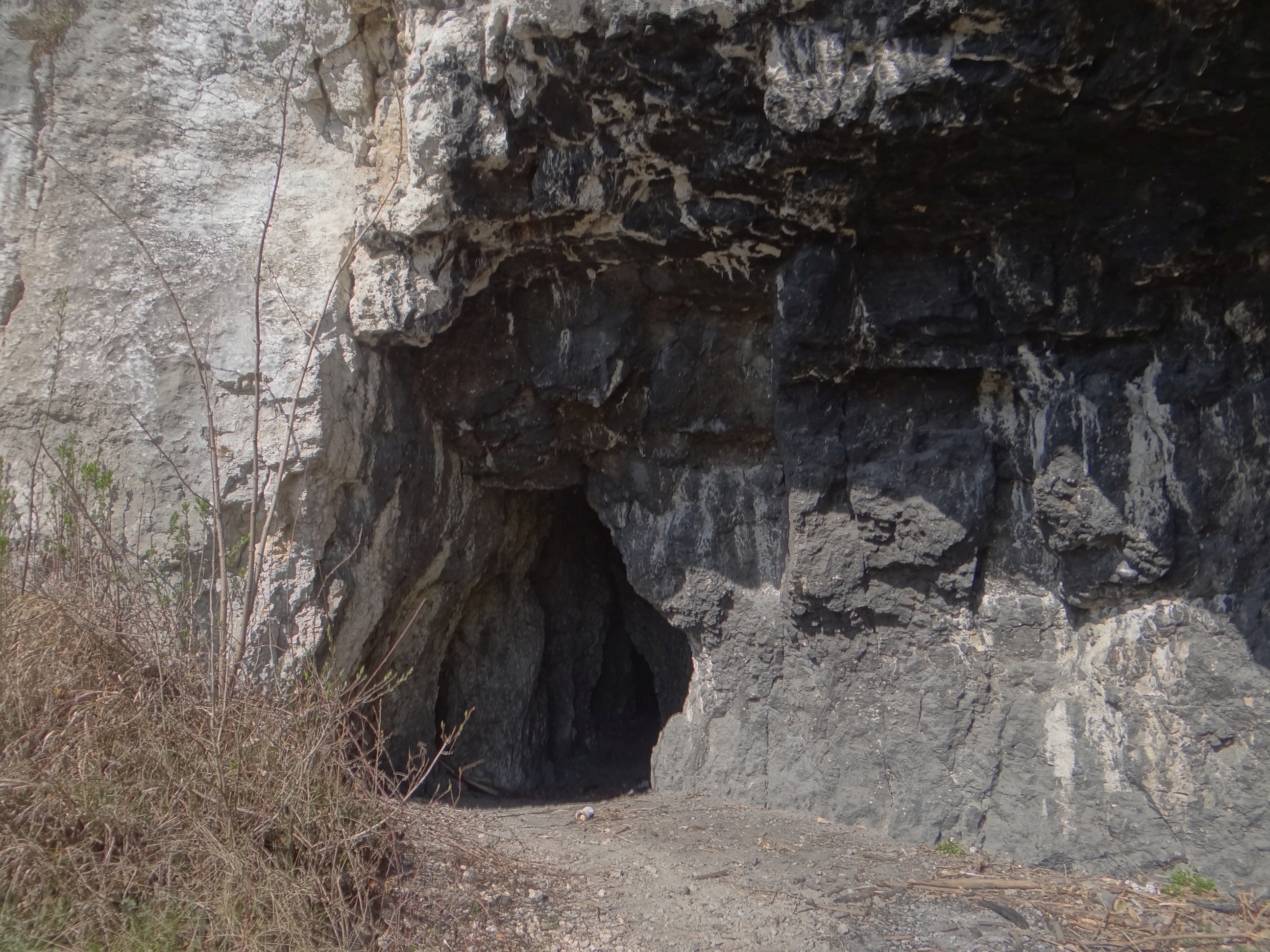
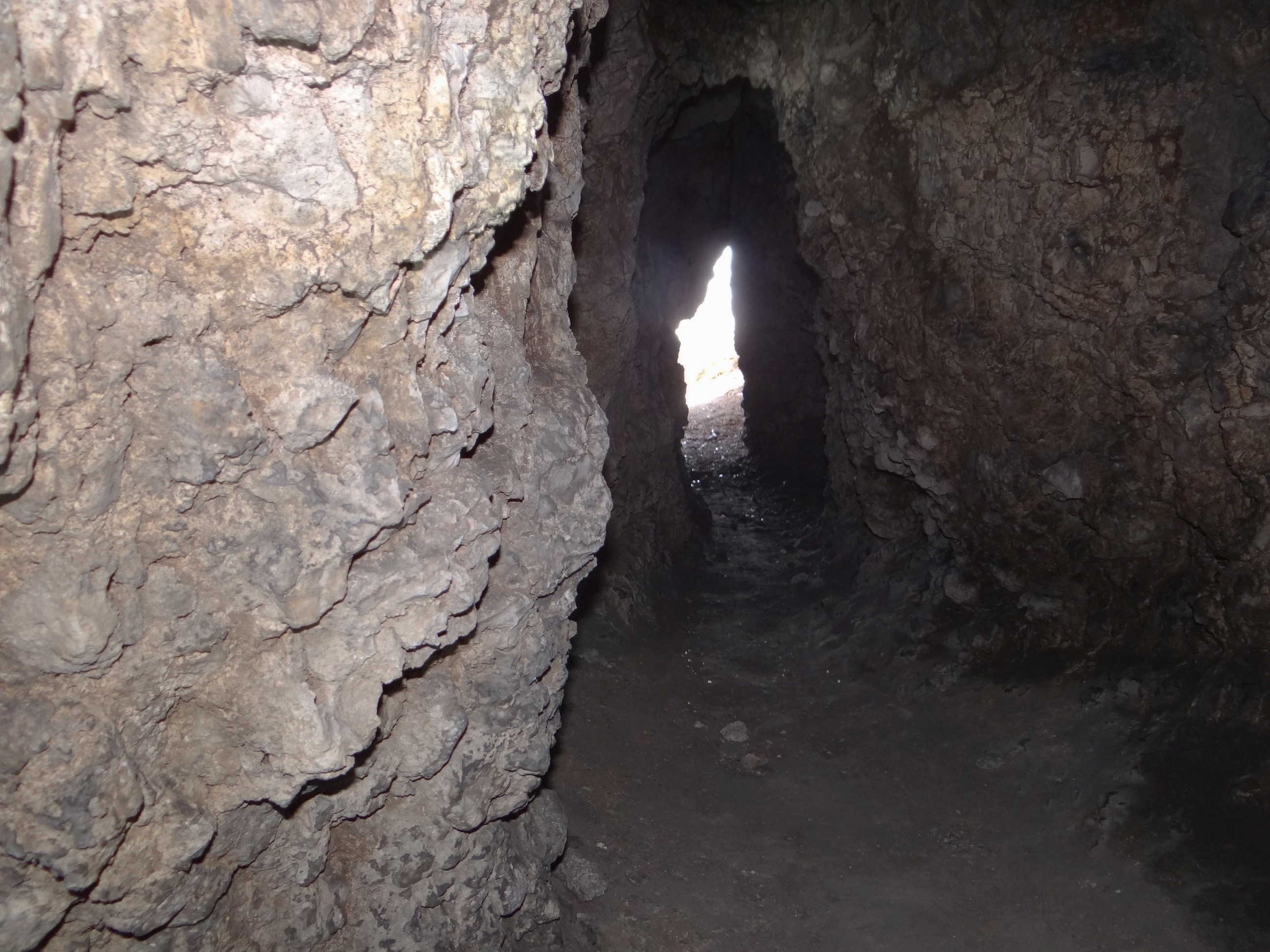
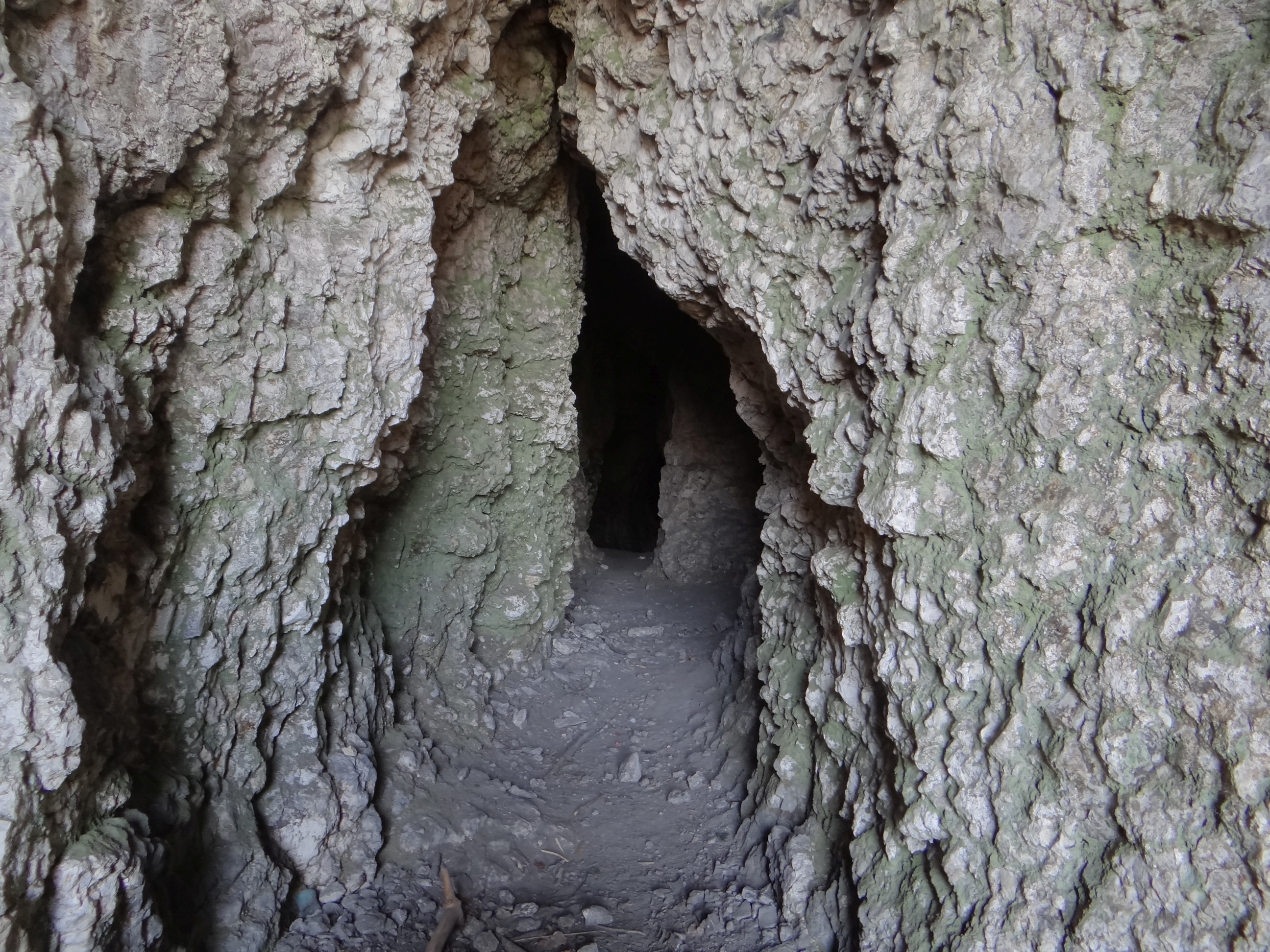
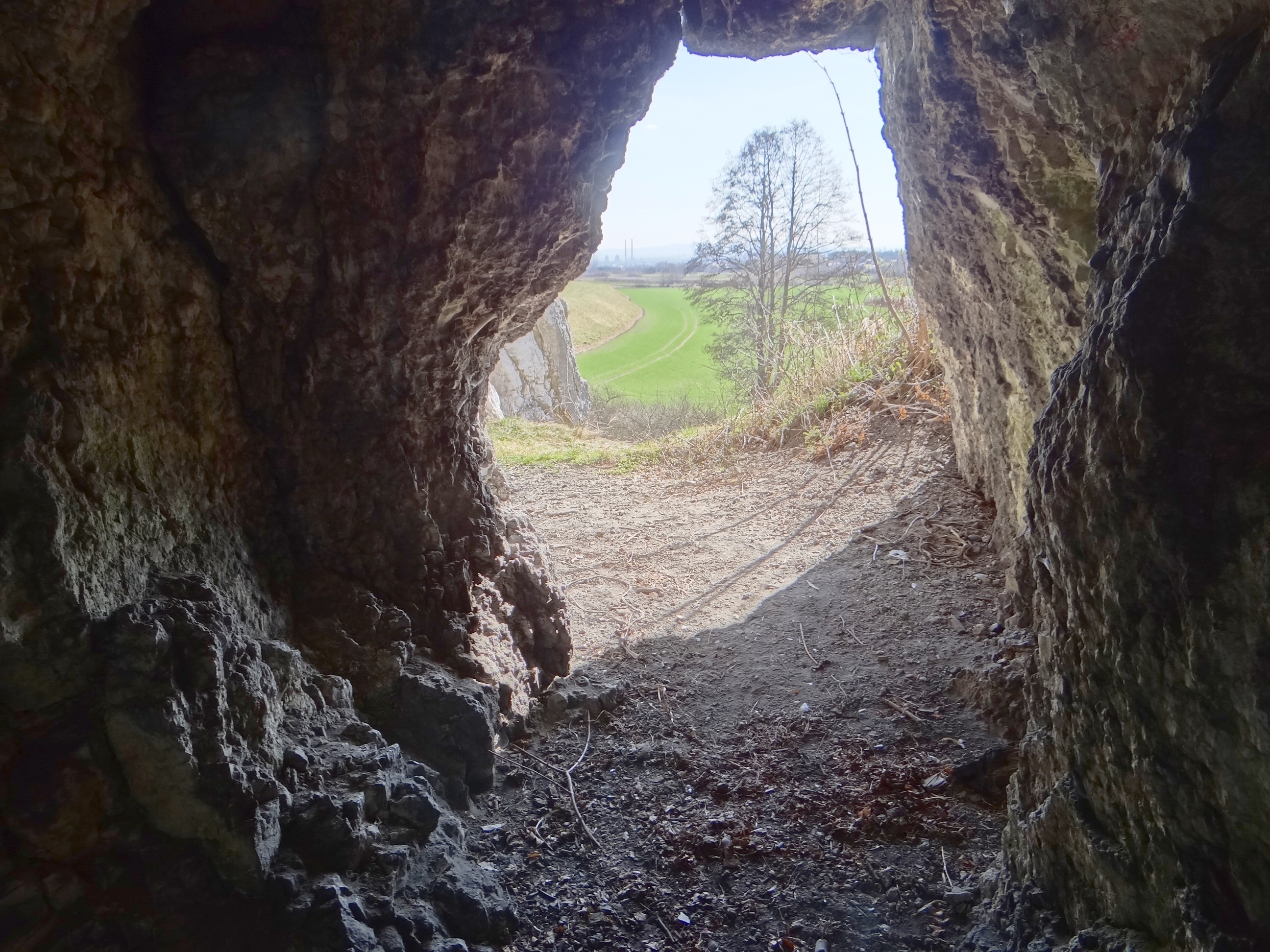

Jaskinia była znana od dawna. Pod koniec XIX wieku dla potrzeb regulacji Wisły na Gołąbcu wydobywano kamienie. Spowodowało to zmianę kształtu otworu jaskini. W 1917 r. poszukując komory z guanem poszerzono korytarz, oraz przedłużono go do 23 m. W 1951 r., jaskinię zinwentaryzował Kazimierz Kowalski. Dokumentację sporządzili A. Górny i M. Szelerewicz w 1999 r. Plan jaskini sporządził M. Szelerewicz.
W jaskini odkryto ślady bytności człowieka z późnego paleolitu (neandertalczyka). Jej namulisko przekopał archeolog G. Ossowski w 1879 r. Znalazł w niej bogatą kolekcję kości zwierząt oraz niewielką liczbę narzędzi krzemiennych. W archeologii znana jest jako stanowisko Piekary IV.